# 페예르주

페예르 주의 위치

페예르주(헝가리어: Fejér megye; 옛말 '흰색')는 헝가리 중부에 위치한 주로 주도는 세케슈페헤르바르이며 면적은 4,359km2, 인구는 426,541명, 인구 밀도는 98명/km2이다. 다뉴브강 서안에 위치하고 있고 벌러톤호 동안과 접한다. 2개 도시주(세케슈페헤르바르, 두너우이바로시)와 8개 구(비치케구, 두너우이바로시구, 에닌그구, 가르도니구, 머르톤바샤르구, 모르구, 샤르보가르드구, 세케슈페헤르바르구), 15개 시, 89개 마을을 관할한다.
서쪽으로는 베스프렘 주, 북쪽으로는 코마롬에스테르곰 주, 동쪽으로는 페슈트 주, 남동쪽으로는 바치키슈쿤 주, 남쪽으로는 톨너 주, 남서쪽으로는 쇼모지 주와 접한다.

주기
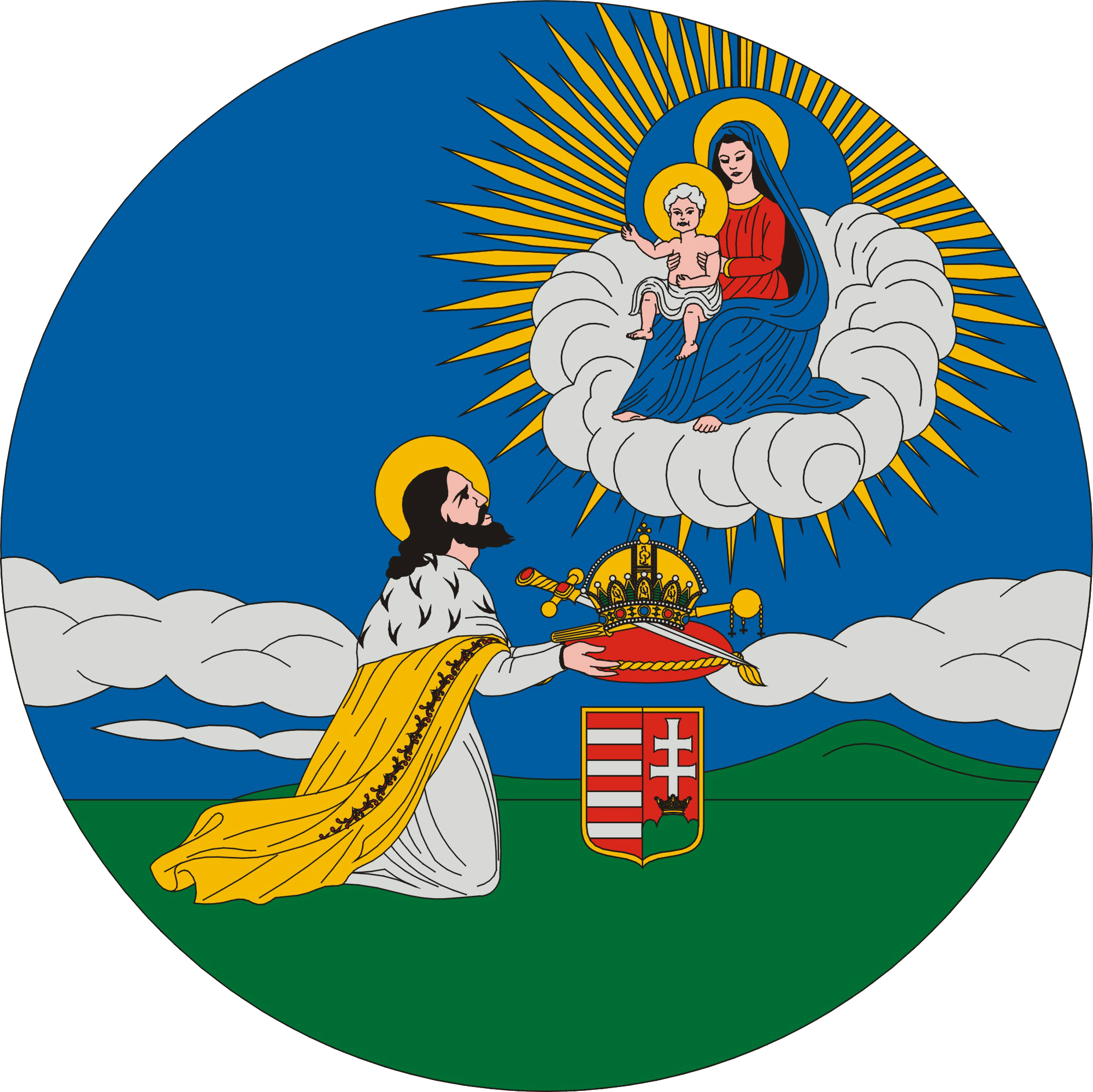
주 문장